# (12272) Geddylee
(12272) Geddylee – planetoida z pasa głównego asteroid okrążająca Słońce w ciągu 4 lat i 128 dni w średniej odległości 2,67 j.a. Została odkryta 22 września 1990 roku w Palomar Observatory przez Briana Romana. Planetoida została nazwana imieniem Gary Lee Weinriba (ur. 1953), basisty, wokalisty i klawiszowca kanadyjskiego zespołu Rush. Przed nadaniem nazwy planetoida nosiła oznaczenie tymczasowe (12272) 1990 SZ3.